# Новосергіївка (Курська область)
Новосергіївка (рос. Новосергиевка) — присілок в Щигровському районі Курської області Російської Федерації.
Населення становить 33 особи. Входить до складу муніципального утворення Титовська сільрада.

## Історія
Населений пункт розташований на території українського етнічного та культурного краю Східна Слобожанщина.
Від 2004 року входить до складу муніципального утворення Титовська сільрада.

## Населення
| 2002 | 2010 |
| ---- | ---- |
| 60   | ↘33  |